# Arbetarpolitiken
Arbetarpolitiken var en politisk dagstidning med start 14 juli 1921 dock oregelbundet, utgivning en gång per vecka från 6 januari 1922 till 7 april 1923. Tidningens fullständiga titel var Arbetarpolitiken, organ för socialdemokratiska vänsterpartiet.

## Redaktion och utgivning
Redaktören och journalisten Elon Dufvenberg var också ansvarig utgivare för tidningen. Redaktionsort var Borlänge till 19 augusti 1922, och därefter till 7 april 1923 Umeå. Tidningen var närmast en politisk tidskrift i dagstidningsformat. Utgivningen var oregelbunden, särskilt i början med ett till två nummer per månad till 28 november 1921, sedan ett nummer i veckan lördagar från 6 januari 1922 till 7 april 1923. Tidningen hade utgivningsuppehåll från 4 september 1921 till 29 november 1921, samt även senare till 5 januari 1922 enligt Anteckningar till en svensk presshistorisk bibliografi / samlade av Per Rydén

## Tryckning
Förlaget för tidningen var Vänsterpartiets förlag i Borlänge. Organisatoriskt var tidningen organ för Sverges socialdemokratiska vänsterparti med vänstersocialistiska åsikter. Tryckeri var Tryckeriföreningen Folket u. p. a. i Umeå hela utgivningen. Tidningens fyra, senare i slutet åtta sidor trycktes i svart med antikva som typsnitt. Satsytan var mindre, inledningsvis lite större men senare stor som en som tabloid. Priset för prenumeration var fyra kronor.